# Пипець
«Пипець» (англ. Kick-Ass) — супергеройська чорна комедія режисера Метью Вона, знята за мотивами однойменного коміксу Марка Міллара і Джона Роміти-молодшого.

## Сюжет
Підліток Дейв Лізевскі — величезний фанат коміксів. Він наївно вірить, що головне для супергероя — це бажання допомагати людям. «Не проходити повз несправедливість, з якою ми стикаємося щодня, звично закриваючи очі» — ось його девіз. Він задається питанням: чому ніхто не намагається стати реальним супергероєм? Дейв вирішує спробувати ним стати. Він замовляє по інтернету зелено-жовтий гідрокостюм з маскою на кшталт ніндзя, вигадує собі супергеройське ім'я «Пипець» (англ. Kick-Ass) і йде битися зі злом.
При першій спробі він зазнає невдачі: побитий, порізаний і з численними переломами, Дейв опинився на лікарняному ліжку, а в рідній школі став вважатися геєм. З лікарні він виходить зі сталевими пластинами на кістках, і з дещо підвищеним больовим порогом. Вдруге обставини складаються трохи краще: зчепившись з вуличними хуліганами, що напали на якусь людину, Дейв дивом уникнув серйозних травм, і до того ж став зіркою YouTube. І, хоча перемога Пипця в цій бійці досить сумнівна, невідомий хлопець в зеленому костюмі стає загальновизнаним супергероєм.
Незабаром Дейв з'ясовує, що крім нього є ще два супергерої: 11-ти річна Убивайко (Мінді Макріді, в оригіналі Hit-Girl) і її батько Татусь (Деймон Макріді, в оригіналі Big Daddy), які працюють разом і, на відміну від Пипця, володіють реальною силою. Колись Деймон працював у поліції, але його підставили і він сів у в'язницю. Його дружина не витримала ганьби і підсіла на наркотики, в результаті померла, але перед смертю вона народила Мінді. Та довго жила з Маркусом — колишнім напарником батька — а коли останній вийшов з в'язниці, Маркус віддав йому Мінді. Деймон сам натренував Мінді і та почала працювати разом з ним. Вони воліють залишатися невідомими, бо готують масштабну операцію проти головного злочинця міста — Френка Д'Аміко, саме який і підставив Деймона раніше. Вся ж слава від їх супергеройських діянь дістається Пипцю, що ще більше збільшує його популярність.
Як результат у Дейва крім прихильників і класної дівчини Кеті, яка єдина знає його особисто (він проникає до неї заради сюрпризу і після пари ударів з її боку знімає маску, заодно зізнавшись у тому, що він не гомосексуал), з'являються недоброзичливці, які бажають покінчити з ним, в тому числі і Френк Д'Аміко, який вважає, що це Дейв псує йому плани. Тоді з'являється Кривавий Туман (в оригіналі Red Mist) — супергерой без надздібностей, який насправді син Френка Д'Аміко — Кріс. Він повинен втертися в довіру до Пипця і привести його для розправи до ватажків криміналу.
Кріс швидко розуміє, що Дейв — просто клоун, але дуже вправно використовує його, щоб вийти на Татуся. У результаті Деймон разом з Дейвом потрапляє в полон, і Деймон помирає від опіків після того, як його підпалюють на стільці за допомогою бензину.
Мінді засмучена смертю батька і ображена на Пипця за те, що той привів бандитів. Щоб закінчити справу свого батька і помститися за нього, Убивайко готується напасти на Френка наодинці. У підсумку вона розносить практично всіх, але виявляється в пастці, і Дейв приходить їй на допомогу, допомагаючи впоратися з рештою бандитів і убити Френка. Мінді прощає його, після чого переїжджає до Маркуса і переходить до школи Дейва, де легко розправляється з хуліганами, які намагалися відібрати у неї гроші.
Дейв більше не збирається вдягати супергеройський костюм і рятувати світ. Але на заміну йому приходять інші супергерої, які вважають його своїм натхненником. А Кривавий Туман вирішує стати суперлиходієм і помститися Дейву за смерть батька.

## В ролях
- Аарон Тейлор-Джонсон в ролі Дейва Лізевскі/Пипця
- Хлоя Моріц в ролі Мінді Макріді/Убивайко
- Ніколас Кейдж в ролі Деймона Макріді/Татуся
- Крістофер Мінц-Плассе в ролі Кріса Д'Аміко/Кривавого туману
- Марк Стронг в ролі Френка Д'Аміко
- Омарі Хардвік в ролі Маркуса
- Гаррет Браун в ролі містера Лізевскі
- Ліндсі Фонсека в ролі Кеті
- Кларк Дюк в ролі Марті
- Еван Пітерс в ролі Тодда
- Софі Ву в ролі Еріки
- Декстер Флетчер в ролі Коді
- Джейсон Флемінг в ролі Швейцара
- Ксандер Берклі в ролі детектива Джиганта
- Елізабет Макговерн в ролі місіс Лізевскі
- Янсі Батлер в ролі Енджі Д'Аміко
- Стю Райлі в ролі Великого Гуна

## Сприйняття

### Критика
Фільм отримав загалом схвальні відгуки: Rotten Tomatoes дав оцінку 76 % на основі 261 відгуків від критиків (середня оцінка 7,06/10) і 81 % від глядачів із середньою оцінкою 3,94/5.

### Касові збори
При бюджеті 28 млн $ фільм зібрав у прокаті по всьому світу 96 188 903 $.

## Нагороди
Фільм «Пипець», його творці та актори-виконавці головних ролей (Аарон Джонсон, Хлоя Моріц, Ніколас Кейдж, Марк Стронг і Крістофер Мінц-Плассе) висувалися кандидатами на здобуття різних кінопремій. Нагороди отримали:
- фільм «Пипець» — Премія «Імперія» за найкращий фільм[en] (2011)[4]
- Хлоя Моріц — Премія «Імперія» найкращому актору-новачку (2011)[4]

(Хлоя Моріц стала останньою переможницею премії «Імперія» новачку без поділу на чоловічі та жіночі ролі, що було введено з 2012 року)
- фільм «Пипець» — Премія IGN за найкращу екранізацію коміксів (2011)
- Хлоя Моріц — Премія IGN найкращій акторці (2011)
- фільм «Пипець» — Премія IGN за найкращий Blu-ray Disc (2011)
- Хлоя Моріц — Кінонагорода MTV за найкращий прорив року (жіноча роль) (2011)[5]
- Хлоя Моріц — Кінонагорода MTV в номінації «найкращий герой — Biggest Badass Star» (2011)[5]

## Сиквел
У зв'язку з успіхом першого фільму, 2013 року в США вийшло продовження «Пипець 2» з Джимом Керрі, Аароном Джонсоном і Хлоєю Моріц в головних ролях супергероїв та Крістофером Мінц-Плассом в ролі головного лиходія.